# The Tiger Rising
The Tiger Rising là một bộ phim chính kịch của Mỹ năm 2022 do Ray Giarratana viết kịch bản và đạo diễn với sự tham gia của Christian Convery, Madalen Mills, Katharine McPhee, Sam Trammell, Dennis Quaid và Queen Latifah. Nó dựa trên cuốn sách cùng tên năm 2001 của Kate DiCamillo.

## Tóm tắt
Một cậu bé tìm thấy một con hổ bị nhốt trong rừng gần nơi cậu sống. Cùng nhau, họ dự định hướng tới ngôi nhà tương lai của nó.

## Diễn viên
- Christian Convery trong vai Rob Horton[6]
- Dennis Quaid trong vai Beauchamp[6]
- Queen Latifah trong vai Willie May[7]
- Madalen Mills trong vai Sistine Bailey[6]
- Katharine McPhee trong vai Caroline Horton[8]
- Sam Trammell trong vai Rob Horton Sr.[8]
- Nicholas Ryan Hernandez trong vai Billy Threemonger[6]
- Jayden Fontaine trong vai Norton Threemonger[6]
- Ahmad Harhash trong vai Rock Stevenson
- Angela Giarratana trong vai Miss Mills

## Sản xuất
Những cảnh quay chính diễn ra ở Tifton, Georgia và Thomasville, Georgia vào tháng 11 năm 2019.  Quá trình quay phim kết thúc vào tháng 12 năm 2019.

### Tranh cãi
Vào ngày 18 tháng 11 năm 2021, The Hollywood Reporter đã đăng một bài báo về việc Ryan Donnell Smith, Allen Cheney, Emily Hunter Salveson và Ryan Winterstern không trả tiền cho các thành viên đoàn làm phim trước hoặc sau khi quay bộ phim.

## Phát hành
Bộ phim được phát hành tại các rạp vào ngày 21 tháng 1 năm 2022, theo yêu cầu và kỹ thuật số vào ngày 8 tháng 2 năm 2022.

### Phòng vé
Tại Nam Phi, phim kiếm được $16,541 từ 59 rạp trong tuần đầu công chiếu. Tại Mỹ và Canada, bộ phim đã kiếm được $364,216 từ 872 rạp trong tuần đầu tiên công chiếu, và $214,980 trong tuần thứ hai.

### Đánh giá
Phim có tỷ lệ tán thành 17% trên Rotten Tomatoes dựa trên 18 bài phê bình, với điểm trung bình là 4,2/10.
Nick Schager của tờ Variety đã đánh giá tiêu cực về bộ phim và viết, "Thực tế là bộ phim của nhà văn kiêm đạo diễn Ray Giarratana dựa trên cuốn sách dành cho trẻ em của Kate DiCamillo — và do đó dành cho khán giả nhỏ tuổi — khó có thể bào chữa cho cách kể chuyện tẻ nhạt như vậy, diễn ra không có bí ẩn, mơ hồ hoặc tinh tế."
Nadir Samara của Screen Rant đã trao cho bộ phim 1/5 sao và viết, "The Tiger Rising quá nghiêm túc và trừu tượng đối với trẻ em nhưng lại quá khó hiểu đối với người lớn. Đáng buồn thay, câu chuyện không có trí tưởng tượng nào như nhân vật chính của nó."